# Martin Bergant
Martin Bergant (* 14. ledna 1996 Kranj) je slovinský reprezentant ve sportovním lezení, juniorský vicemistr Evropy v lezení na obtížnost.

## Výkony a ocenění
- 2013: juniorský vicemistr Evropy
- 2014: juniorský vicemistr Evropy a stříbro v celkovém hodnocení Evropského poháru juniorů

### Závodní výsledky
| Mistrovství světa | Mistrovství světa |
| Rok               | 2018              |
| ----------------- | ----------------- |
| Obtížnost         | 27-28             |

| Světový pohár | Světový pohár | Světový pohár | Světový pohár | Světový pohár | Světový pohár | Světový pohár | Světový pohár |
| Rok           | 2012          | 2013          | 2014          | 2015          | 2016          | 2017          | 2018          |
| ------------- | ------------- | ------------- | ------------- | ------------- | ------------- | ------------- | ------------- |
| Obtížnost     |               |               |               |               |               | 50            | 50            |
| jednotlivě*   |               |               |               |               |               |               |               |

- poznámka: nalevo jsou poslední závody v roce

| Mistrovství světa juniorů | Mistrovství světa juniorů | Mistrovství světa juniorů |
| Rok                       | 2012 kat. A               | 2014 junioři              |
| ------------------------- | ------------------------- | ------------------------- |
| Obtížnost                 | 3                         | 3                         |

| Mistrovství Evropy juniorů | Mistrovství Evropy juniorů | Mistrovství Evropy juniorů |
| Rok                        | 2013 kat. A                | 2014 junioři               |
| -------------------------- | -------------------------- | -------------------------- |
| Obtížnost                  | 2                          | 2                          |

| Evropský pohár juniorů | Evropský pohár juniorů |
| Rok                    | 2014 junioři           |
| ---------------------- | ---------------------- |
| Obtížnost              | 2                      |